# Ancyromonas sigmoides
Ancyromonas sigmoides – gatunek należący do kladu Ancyromonadida z domeny eukariontów, którego przynależność systematyczna jest niepewna.
Jest kształtu jajowatego. Długość 4 – 5 μm, szerokość 2 – 4 μm. Ciało grzbietowo-brzusznie spłaszczone o grubości 1 μm. Po lewej stronie komórki umieszczone rostrum zawierające extrusomy. Rostrum jest odseparowane od reszty ciała poprzez kanał biegnący na wysokości 1/3 do 1/2 komórki. Występują dwie wici: wić przednia i wić tylna. Każda z wici znajduje się w osobnej kieszonce o głębokości 0,5 μm.
Jądro kształtu jajowatego zlokalizowane jest w pobliżu aparatu wiciowego, zawiera przyśrodkowo położone jąderko.